# Hoheitszeichen Thailands

Hoheitszeichen Thailands

Thailand führt kein Wappen im eigentlichen Sinne. Es gibt jedoch ein nationales Emblem (thailändisch ตราแผ่นดินของไทย, Aussprache: [traː pʰːɛ̀ndin kʰɔ̌ːŋ tʰaj]), das die Funktion des Hoheitszeichens erfüllt. Es zeigt einen Garuda, ein aus der indischen Mythologie stammendes Mischwesen aus Adler und Mensch und wurde 1893 von König Rama V. (Chulalongkorn) eingeführt. Zuvor gab es ab 1873 lediglich das persönliche Wappen des Königs. Weil das Land zur damaligen Zeit absolute Monarchie war, hatte dieses aber auch quasi staatlichen Charakter.

## Garuda als Staats-Siegel
König Chulalongkorn führte 1893 als staatliches Symbol (Thai: ตราแผ่นดิน) den Garuda ein, einen mythologischen Adler, der als Göttervogel in hinduistischen Mythen vorkommt. Thailand hieß damals noch Siam. Ein Siegel mit der Garuda-Darstellung wurde im Auftrag des Königs von Prinz Naris (เจ้าฟ้ากรมพระยานริศรานุวัดติวงศ์) entworfen, allerdings wird es in einer leicht veränderten Form auf offiziellen Mitteilungen der thailändischen Regierung, Bekanntmachungen in der „Royal Gazette“ sowie der „Government Gazette“ erst hauptsächlich seit 1910 benutzt.
Der thailändische Garuda ist ein Mischwesen mit einem menschlichen Oberkörper und einem adlerartigen Kopf, der eine goldene thailändische Krone (Mongkut) trägt. 
Auf den thailändischen Siegeln zeigt er an seinem rechten und linken Flügel jeweils sieben spitz zulaufende Federn. 
Die Hände an den ausgebreiteten menschlichen Armen sind nach oben abgewinkelt, die Fingerspitzen zeigen im Winkel von 45° (resp. 225°) auf die Spitze der Krone.
Um den Hals trägt er eine goldene Halskette, die mit einem goldenen Brustband verbunden ist.
Mit einem goldenen Gürtel gehalten ist eine Art Schürze aus blauem Tuch.
Der Unterkörper, die Beine und Füße sind die eines Vogels. Die neun Schwanzfedern sind deutlich voneinander abgehoben, sie sind ebenfalls spitz zulaufend.
Oberkörper und Kopf sind in weißer, manchmal auch roter Farbe gehalten, die gefiederten Körperteile sind gewöhnlich in roter Farbe dargestellt.
Unternehmen können vom König als besondere Auszeichnung das Privileg erhalten, den Garuda an ihrem Sitz zu zeigen.

## Wappen des Königs Rama V. (Chulalongkorn) von Siam, 1873–1910

Wappen des Königs Rama V. (Chulalongkorn), 1873–1910

Das vom König Rama V. (Chulalongkorn) 1873 vorgestellte Wappen wurde von Prinz Pravich Chumsai entworfen. Rama V., der Europa zweimal besuchte, modernisierte sein Land und führte viele der europäischen Traditionen bei Hofe ein, einschließlich des Gebrauchs von Wappen. Es ist symmetrisch zur Mittelachse angeordnet. Es zeigt die folgenden einzelnen Symbole:
- An der Spitze befindet sich die Große Krone des Sieges (Thai: พระมหาพิชัยมงกุฎ), das wichtigste der königlichen Insignien und Symbol der Königswürde.
- Direkt unter der Krone ist das Symbol der Chakri-Familie dargestellt, ein Diskus (Chakra) mit dem Tri, dem Dreiklingen-Schwert. Diese beiden Symbole zusammen stehen für die Könige der Chakri-Dynastie.
- Die Krone wird von zwei sieben-stufigen Schirmen flankiert, welche ebenfalls ein königliches Symbol sind.
- Rechts und links oben sind zwei weitere königliche Insignien dargestellt: 
  - das königliche Schwert des Sieges (Thai: พระมหาพิชัยมงกุฎ)
  - und der königliche Stab (Thai: พระธารพระกร).
- Auf einer ausgebreiteten königlichen Robe wird der Schild von zwei mythologischen Fabeltieren gehalten: 
  - links von einem Rajasiha (Thai: ราชสีห์, Ratchasi; „König der Löwen“, Mischwesen aus Löwe, Drache und Vogel), der für das Beamtentum steht,
  - und rechts von einem Gajasiha (Thai: คชสีห์, Khotchasi; „Elefanten-Löwe“, Löwe mit Elefantenrüssel und Stoßzähnen), welcher die Armee symbolisieren soll.
- Der Schild selbst ist dreigeteilt.
  - Das obere Drittel wird durch den thailändischen Teil des Königreiches, einem dreiköpfigen Elefanten, dem Erawan eingenommen. Die drei Köpfe sollen den Norden, den Süden und Zentralthailand symbolisieren.
  - Auf dem unteren linken Drittel steht ein Weißer Elefant für die seinerzeitige Kolonie Laos,
  - die beiden Kris im rechten Drittel stehen für die Kolonie Malaysia.
- Unterhalb des Schildes ist auf blauem Grund die Noparatana-Rajavaraporn-Halskette dargestellt, eine juwelenbesetzte Kette, die von den Chakri-Königen bei ihrer Krönung getragen wird.
- Unterhalb der Halskette ist ein Chula-Chom-Klao-Orden abgebildet.
- Das Spruchband ganz zuunterst trägt eine Inschrift in der Pali-Sprache, der Sprache des buddhistischen Sangha. Sie ist in thailändischen Schriftzeichen verfasst und bedeutet etwa: Einigkeit bringt Glück.

Der Nachfolger von König Chulalongkorn, König Vajiravudh (Rama VI.), benutzte mit seiner Amtseinführung dieses Wappen nicht mehr. Jedoch tragen es thailändische Polizei-Offiziere noch heute an ihren Kopfbedeckungen.

## Provinz-Wappen
Die Regional-Regierungen der thailändischen Provinzen (Changwat) haben jeweils ein eigenes Siegel. Siehe dazu die jeweiligen Artikel:
- Siehe auch: Siegel der Provinzen Thailands